# Melanterita
La melanterita (del grec melas, negre) és un mineral de la classe dels sulfats de fórmula Fe(SO₄)(H₂O)₆·H₂O.
Segons la classificació de Nickel-Strunz, la melanterita pertany a «07.CB: Sulfats (selenats, etc.) sense anions addicionals, amb H₂O, amb cations de mida mitjana» juntament amb els següents minerals: dwornikita, gunningita, kieserita, poitevinita, szmikita, szomolnokita, cobaltkieserita, sanderita, bonattita, aplowita, boyleita, ilesita, rozenita, starkeyita, drobecita, cranswickita, calcantita, jôkokuita, pentahidrita, sideròtil, bianchita, chvaleticeita, ferrohexahidrita, hexahidrita, moorhouseita, nickelhexahidrita, retgersita, bieberita, boothita, mal·lardita, zincmelanterita, alpersita, epsomita, goslarita, morenosita, alunògen, meta-alunògen, aluminocoquimbita, coquimbita, paracoquimbita, rhomboclasa, kornelita, quenstedtita, lausenita, lishizhenita, römerita, ransomita, apjohnita, bilinita, dietrichita, halotriquita, pickeringita, redingtonita, wupatkiita i meridianiïta.
Als territoris de parla catalana ha estat descrita, per exemple, a la mina Eugenia (Bellmunt del Priorat, Priorat).